# Wanwol-dong
Wanwol-dong (koreanska: 완월동) är en stadsdel i staden Changwon i provinsen Södra Gyeongsang i den sydöstra delen av Sydkorea, 300 km sydost om huvudstaden Seoul. Den ligger i stadsdistriktet Masanhappo-gu.